# Chemin de fer de Malte
Le chemin de fer de Malte (en anglais : Malta Railway), appelé localement il-vapur tal-art (le navire de la terre), est une ancienne ligne ferroviaire à voie unique et à écartement métrique située à Malte. Il reliait La Valette à L-Imdina et constituait l'unique voie ferrée de l'archipel. La ligne était opérationnelle de 1883 à 1931 et avait une longueur de 11,1 km.

## Histoire

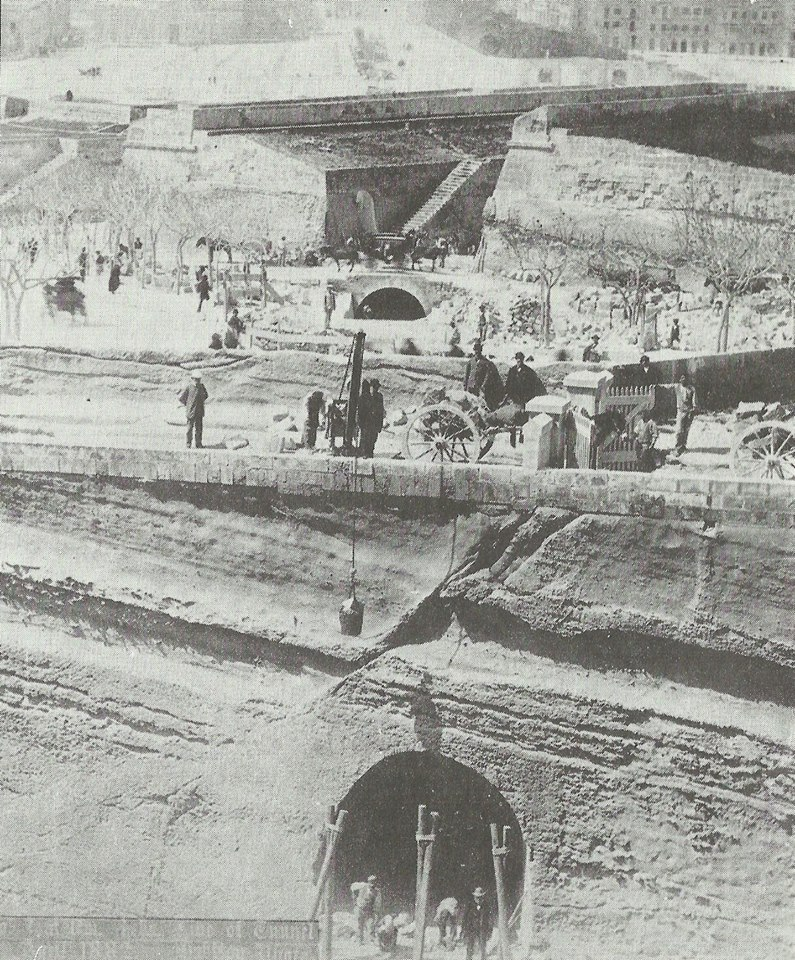
Creusement du tunnel entre La Valette et Il-Furjana en avril 1882.

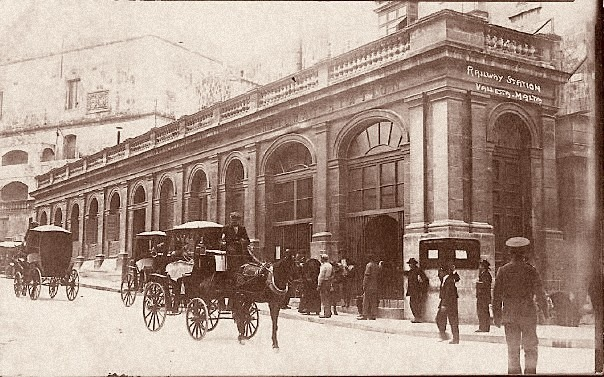
La gare de La Valette dans les années 1890.

En 1870, J. S. Tucker fait la première proposition de construction d'une voie ferrée à Malte. La principale raison était de relier La Valette à L-Imdina pour faire passer le temps de trajet de trois heures à moins d'une demi-heure. La proposition initiale était d'utiliser une voie ferrée à écartement étroit conçu par John Barraclough Fell. En 1879, il est finalement décidé que le système de voie sera conçu par la société d'ingénierie Wells-Owen & Elwes. En 1880, le journal The Malta Standard rapporte que « Bientôt, les habitants de ces îles pourront peut-être se vanter de posséder une voie ferrée. », et que la ligne devait être ouverte d'ici la fin de l'année 1881.
Il y a eu quelques problèmes pour acquérir les terrains nécessaires à la construction de la ligne, la construction a donc pris plus de temps que prévu. La ligne a été inaugurée le 28 février 1883 à 15 heures par le départ du premier train de La Valette vers Mdina, où il est arrivé après environ 25 minutes de voyage.
Les finances ont toujours étaient assez critiques. Le 1er avril 1890, la Malta Railway Company Ltd., premier propriétaire de la ligne, fit faillite et la voie ferrée ferma. À la suite de cet événement, le gouvernement a récupéré le chemin de fer, y a investi et l'a rouvert le 25 janvier 1892. À partir de 1895, des travaux d'extension de la ligne vers la caserne de Mtarfa situé à côté la ville historique de Mdina, ont commencé. Cette extension a été ouverte à la circulation en 1900.

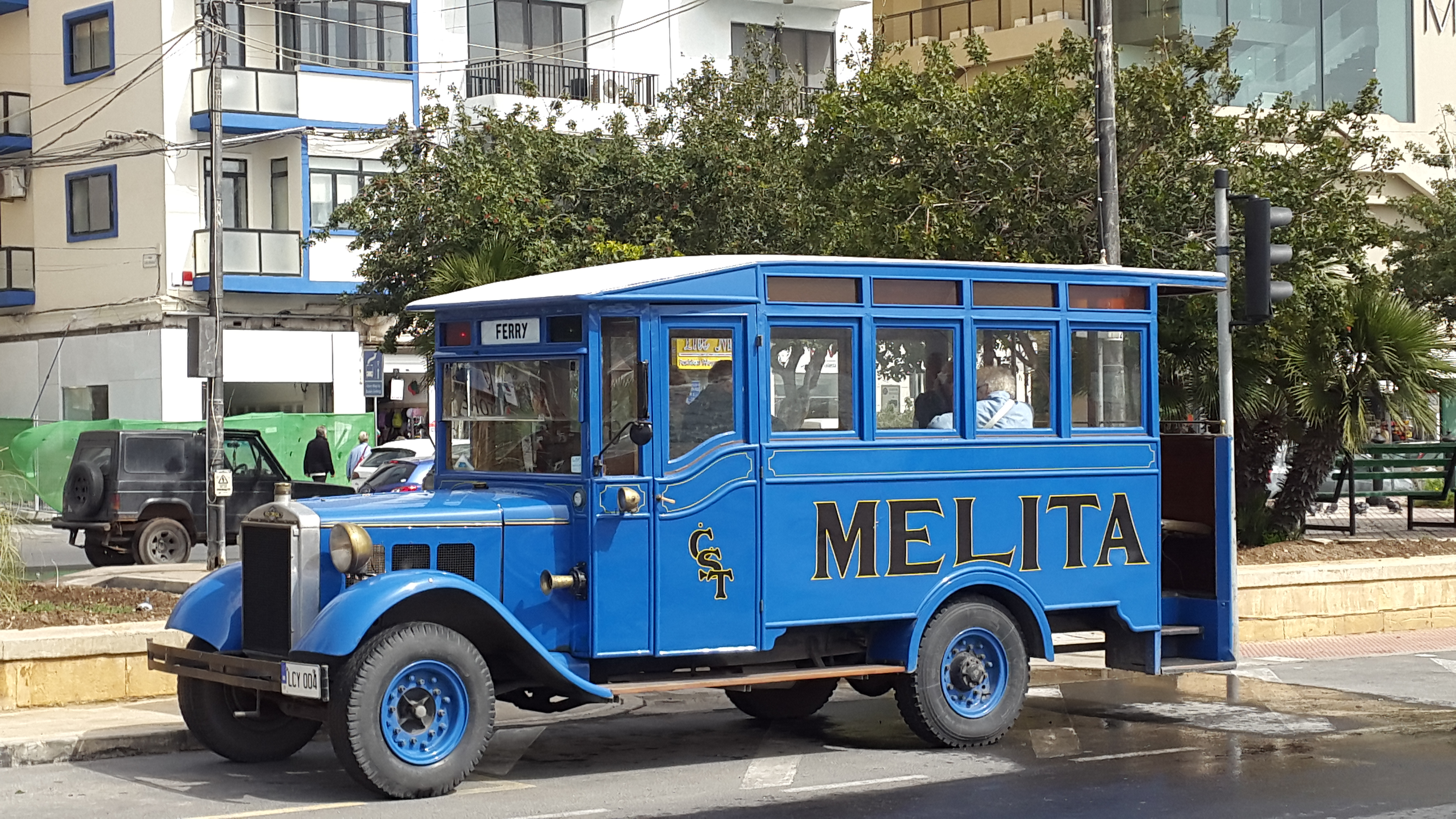
L'arrivée des bus a contribué au declin de la ligne.

En 1903, une société d'exploitation de tramways est fondée et deux ans plus tard celle-ci commence à opérer. Une partie du tracé du tramway était parallèle à la ligne de chemin de fer, cette concurrence a eu un impact négatif sur les finances de la ligne déjà mal en point. La même année, les premiers bus arrivent sur l'île et deviennent populaire dans les années 1920. Ces nouveaux concurrents ont entériné non seulement le déclin de la ligne mais aussi des tramways. Les lignes de tramway fermèrent en 1929 tandis que la ligne cessa d'être exploitée le 31 mars 1931.
Pendant le siège de Malte pendant la Seconde Guerre mondiale, le tunnel ferroviaire passant sous les fortifications de La Valette a été utilisé comme abri anti-aérien. En 1940, Mussolini a proclamé qu'un raid aérien italien avait détruit le réseau ferroviaire maltais, bien que celui-ci était déjà fermé depuis neuf ans.
Au fil des ans, une importante partie des tronçons de l'ancienne voie ferrée ont été revêtus de goudron et transformés en routes.

## Caractéristiques

### Ligne et tracé
La ligne reliait La Valette et Mdina et un certain nombre de localités entre les deux. La ligne avait une longueur de 11,1 km, la hauteur variait de 150 mètres et la ligne avait une déclivité maximale de 25 ‰. La ligne traversait les routes par 18 passages à niveau dont 14 dotés de personnel. Les routes étaient délimitées par des chaînes à l'approche d'un train. À l'origine, la ligne a été construite avec des rails de 42 livres par pied, en 1890 lorsque le gouvernement reprit le chemin de fer ils furent remplacés par des rails de 60 livres par pied pour permettre aux locomotives plus lourdes de circuler sur la ligne.

### Gares, haltes et arrêts
Les gares de La Valette et d'Il-Furjana avaient la particularité d'être souterraines.

## Matériel roulant

### Matériel moteur
Durant son existence, le chemin de fer ne possédait que dix locomotives. Celles-ci furent construites par la Manning Wardle & Co. Ltd., Black, Hawthorn & Co Ltd. et Beyer, Peacock & Co. Ltd. La plupart d'entre elles étaient de types Prairie ou Adriatic. Les locomotives étaient peintes en vert olive foncé avec les roues et le châssis noirs. La boîte à fumée était également peinte en noir et les poutres tampons étaient peintes en vermillon. Les locomotives portaient une plaque d'immatriculation ovale en laiton avec le numéro en laiton sur fond rouge. Aucun d'eux n'est conservé.

### Matériel remorqué
Les voitures étaient en bois avec un châssis en fer. Les voitures de première classe étaient vernis et celles de troisième étaient peintes en vert foncé. À l'origine, les wagons étaient illuminés par des bougies, elles furent remplacés par des ampoules à basse tension alimentées par des piles, en 1900. Lorsque la ligne a fermé, 34 voitures étaient en service. Une voiture de troisième classe est actuellement conservée.

## Trafic

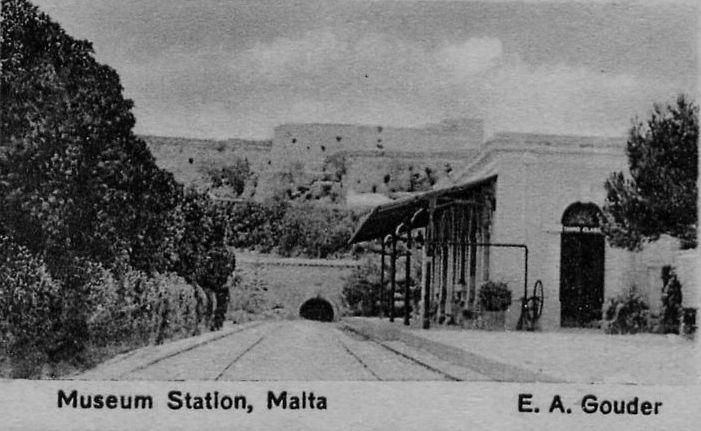
La gare Musée avec Mdina en arrière plan dans les années 1910

Un train se composait généralement de cinq voitures, tandis que les trains franchissant la montée maximale avant Notabile n'en avaient que quatre. Après l'utilisation de moteurs plus puissants, des trains jusqu'à 12 voitures sont devenus possibles. Pendant la Première Guerre mondiale, des trains encore plus longs circulaient à l'aide de deux locomotives. Le temps de trajet à l'intérieur vers Mdina (en montée) était de 35 minutes ; en direction de La Valette (en descente), il était de 30 minutes.
En semaine, il y avait 13 allers-retours de trains circulant sur l'ensemble de la ligne et deux ou trois supplémentaires entre La Valette - Attard, La Valette - Birkirkara et La Valette - Ħamrun.
Les dimanches et les jours de fêtes, il y avait 20 trains dans chaque sens dont 10 qui faisaient le trajet complet et 4 dans chaque sens entre La Valette et Attard.

## Vestiges

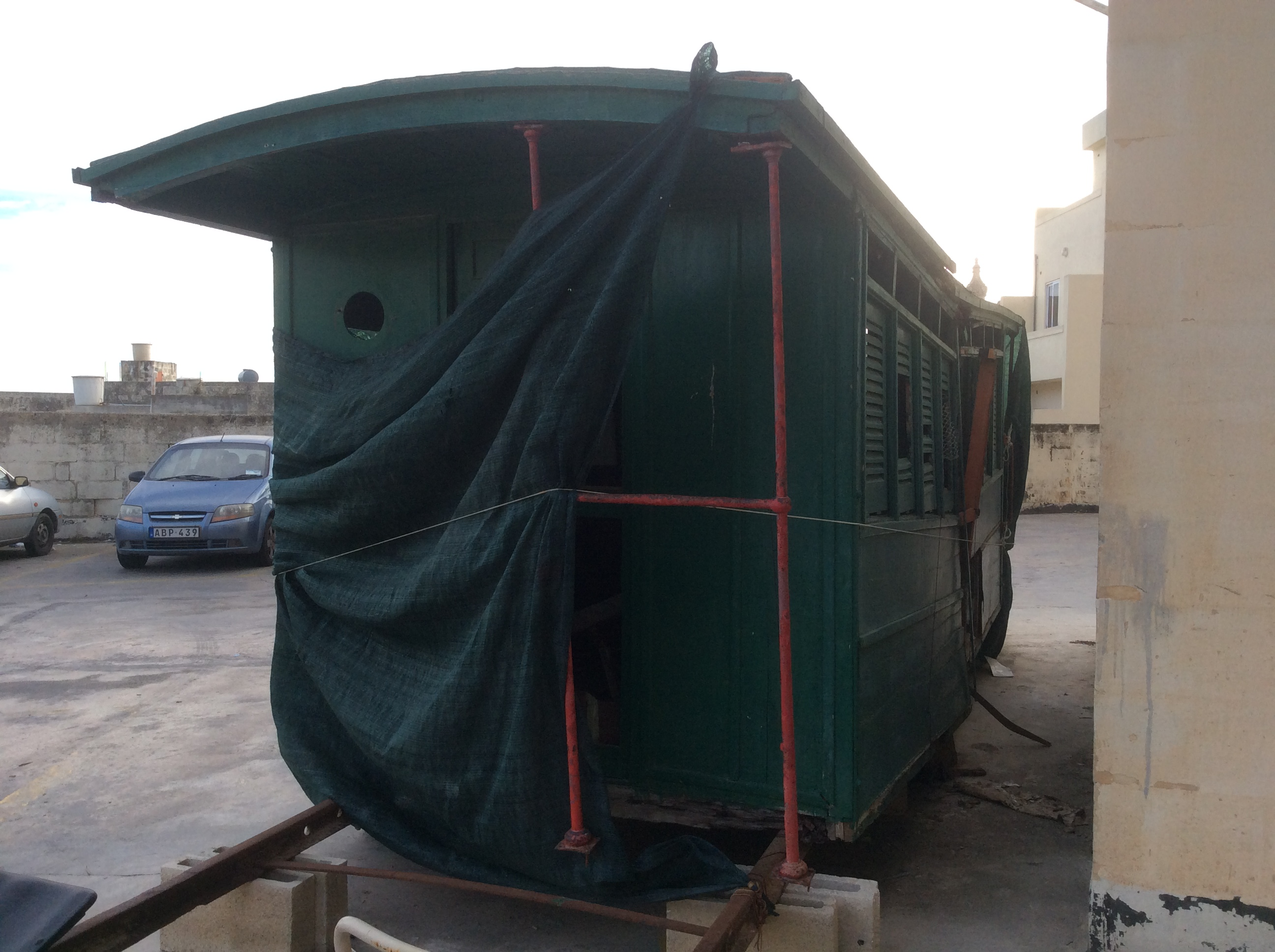
L'unique wagon encore existant entreposé au Centre civil de Birkirkara, peu de temps avant sa restauration, en 2015.

Diverses parties du chemin de fer existent encore à ce jour, notamment les gares de Birkirkara et de Mdina, ainsi que divers ponts et tunnels. Diverses routes qui ont été construites à la place de la voie ferrée conservent des noms tels que Railway Road à Santa Venera et Railway Street à Mtarfa.
La gare de La Valette a été endommagée pendant la Seconde Guerre mondiale et a été démolie dans les années 1960 pour faire place à la place de la Liberté. Son emplacement est maintenant occupé par le Parlement. Le tunnel ferroviaire adjacent à la gare était utilisé comme garage (Yellow Garage), mais il a été fermé en 2011 dans le cadre du projet City Gate. Les structures modernes à l'intérieur du tunnel ont depuis été démolies, ce qui lui a permis de retrouver son état d'origine. Des travaux sont également en cours sur le pont près du tunnel.
La billetterie d'Il-Furjana existe toujours. Un ancien tunnel ferroviaire sous les jardins de Saint Philip a été rouvert en 2011 et a été ouvert aux visiteurs à plusieurs reprises depuis. Deux chariots à bagages ont été retrouvés dans le tunnel, mais en très mauvais état. Le pont qui reliait le tunnel au reste de la ligne existe toujours, bien qu'il soit envahi par la végétation.
La gare d'Ħamrun est maintenant utilisée comme siège du 1er groupe scout de Hamrun
Une voiture de troisième classe est le dernier wagon conservé. Elle avait été légèrement restaurée en 1983 et entreposée à la gare de Birkirkara. Après 30 ans d'exposition aux aléas climatiques et au vandalisme, la voiture a finalement été rénovée de nouveau entre avril 2017 et 2018 et devrait prendre place au sein du musée du chemin de fer maltais que la fondation The Malta Railway Foundation espère installer en gare de Birkirkara qui est actuellement utilisée par une garderie.
La gare d'Attard a été remplacée par le Ġnien L-Stazzjoni (Jardin de la Gare), qui est proche des jardins de San Anton. Dans la même commune, on trouve le Malta Railway Museum, un petit musée privé, ouvert au public sur demande, qui a été ouvert en 1998. Il présente des photographies, des documents et d'autres souvenirs du chemin de fer, en plus de huit modèles à l'échelle 1:148 représentant des tronçons de la ligne réalisé par Nicholas Azzopardi entre 1981 et 1985.
L'ancienne gare Musée près de Mdina est devenue le Stazzjon Restaurant en 1986. Le restaurant contenait de nombreuses photos liées à la ligne et un modèle de locomotive Il a fermé en 2011. Mais en 2016, il a été rouvert sous le nom de L-Istazzjon.

## Galerie de photographies

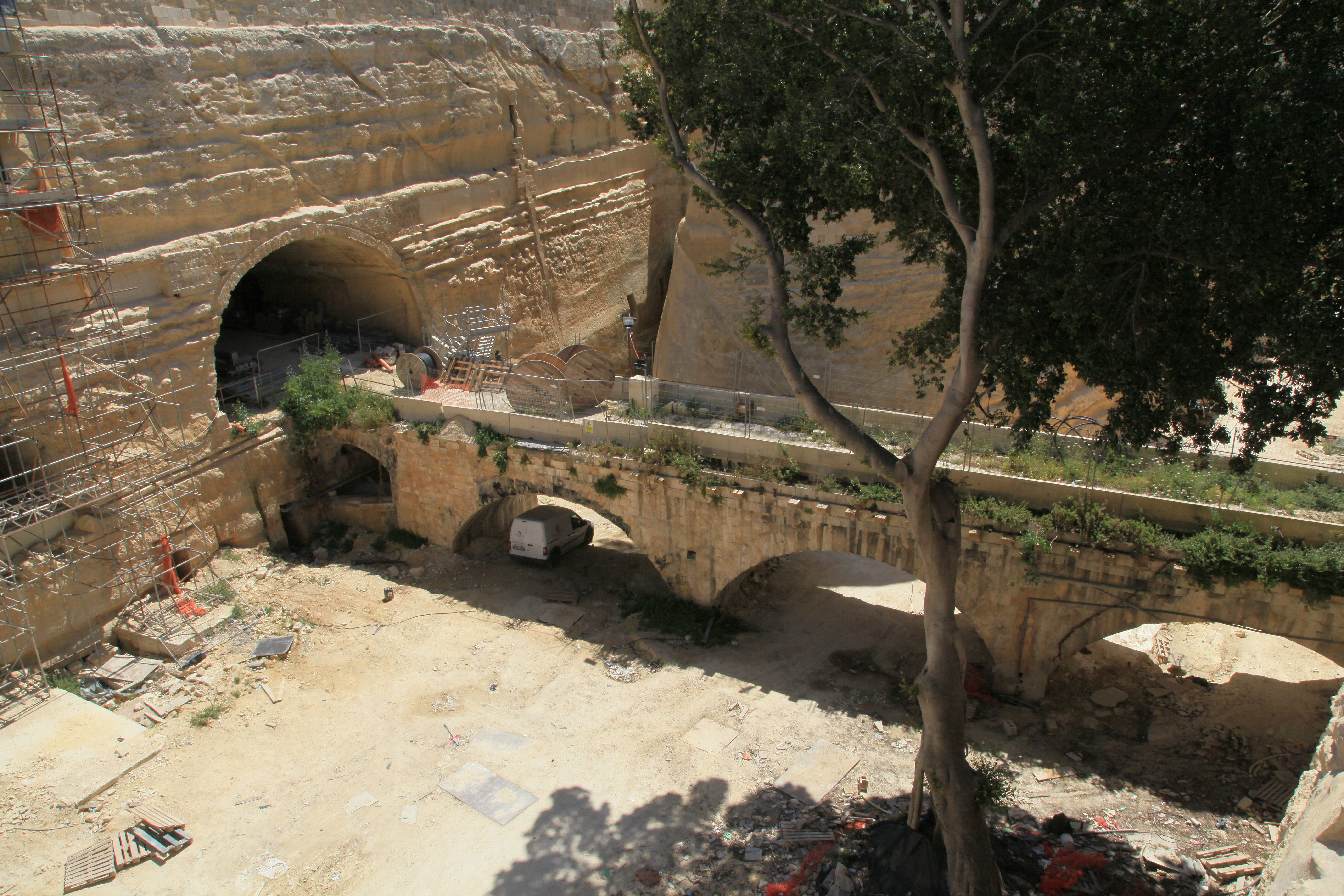
Tunnel et pont ferroviaire à La Valette.
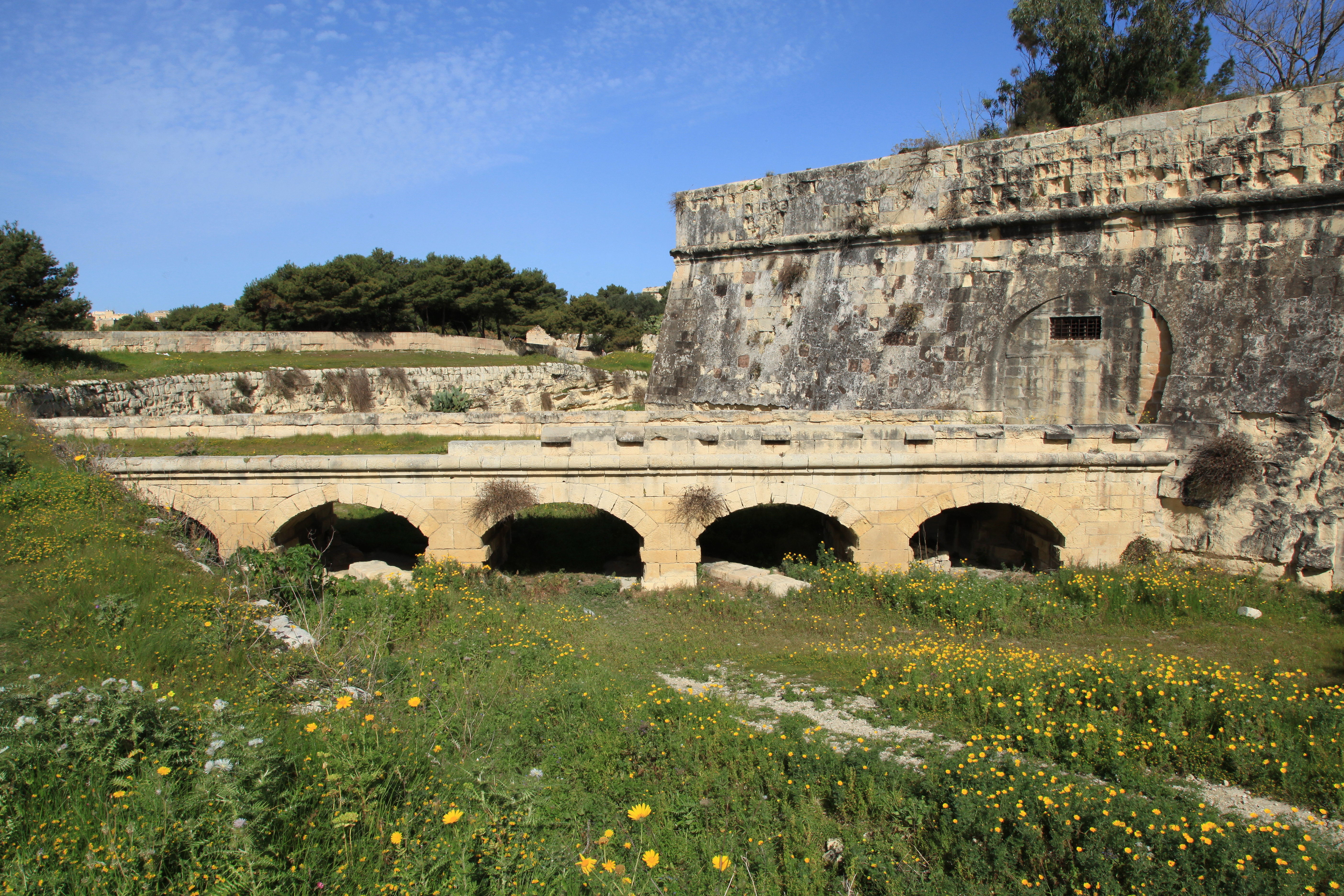
Pont ferroviaire proche du Saint Philip's Bastion à Il-Furjan.
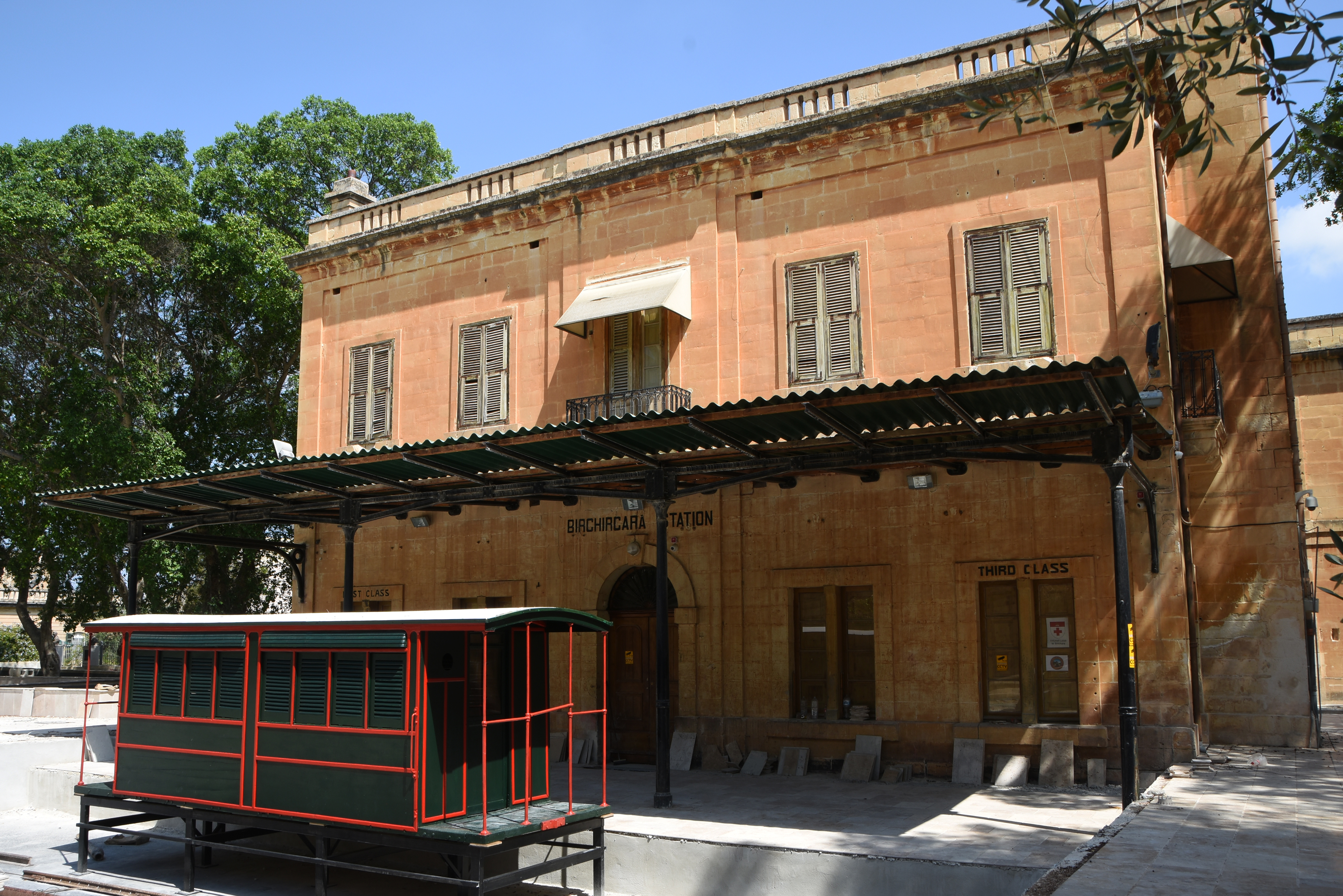
Gare de Birkirkara.
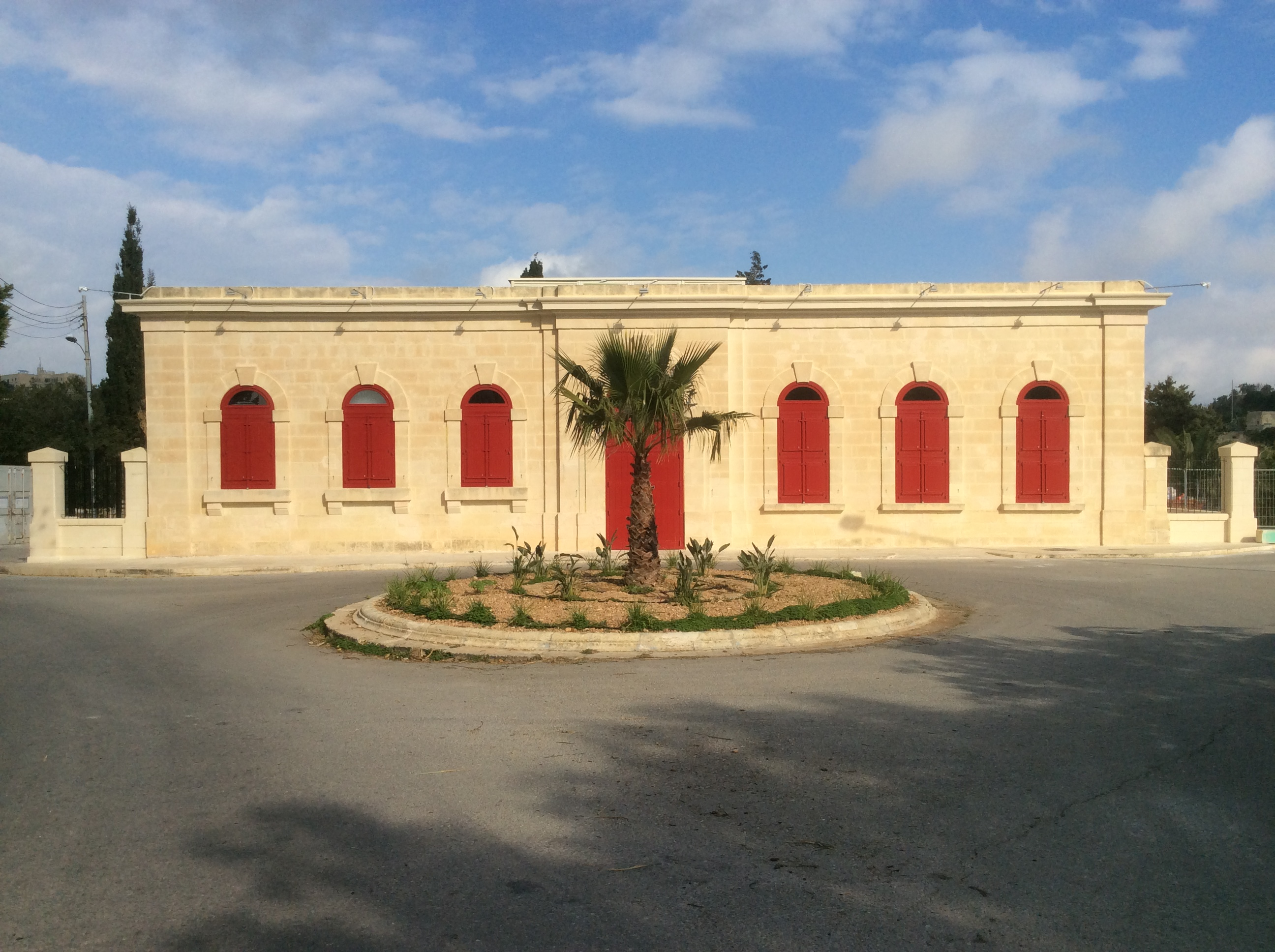
Gare Musée à Mdina
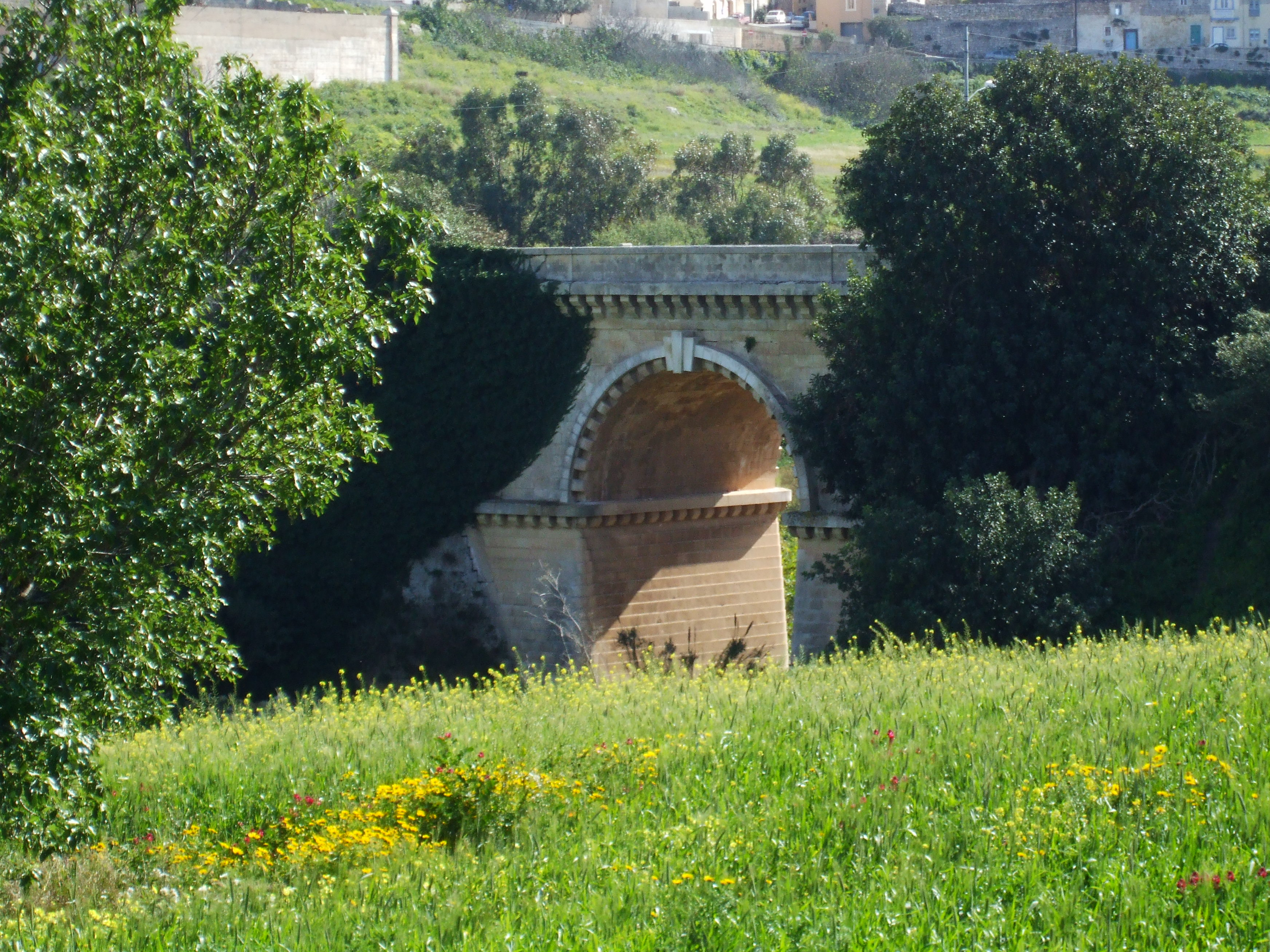
Pont ferroviaire proche de la Gare Musée

### Projet
En mai 2015, le ministre des Transports Joe Mizzi a déclaré que le gouvernement envisageait une nouvelle ligne ferroviaire de surface afin de réduire les embouteillages.